# Klaus König (juriste)
Ne doit pas être confondu avec Klaus König (directeur de la photographie).
Klaus König, né en 1934 à Świeradów-Zdrój, en allemand Bad Flinsberg dans l'ancienne province de Basse-Silésie, est un juriste allemand.

## Biographie
Après avoir étudié le droit et les sciences politiques, il devint docteur en droit et en relations politiques et devint professeur en droit public et science administrative.
De 1972 à 2002, il occupa la chaire de science administrative, de Regierungslehre (science concernant les institutions et les modes et formes des régimes politiques) et de droit public à la Haute école allemande de science administrative de Spire (Deutsche Hochschule für Verwaltungswissenschaften). Il fut d'ailleurs recteur de cette école de 1974 à 1976.
König exerça différents postes dans sa carrière : conférencier, professeur, directeur des études, Regierungsdirektor, juge, Directeur-Général à la chancellerie (de 1982 à 1987). C'est d'ailleurs pour ce dernier poste qu'il s'est vu décorer de l'ordre du Mérite de la République fédérale d'Allemagne. Il exerça également comme Directeur-Général de l'Institut de recherche pour l'administration publique à la Haute école allemande de science administrative de Spire.
Actif dans les domaines de l'État et de l'administration si bien dans les institutions allemandes qu'internationales, König tint également de nombreux cours dans des universités allemandes et étrangères tout comme dans des instituts de recherche et de formation. 
Les thèmes de travail de König furent les suivants : gouvernement, administration publique, modernisation de l'administration, planification et législation, fonction publique, organisation du gouvernement et de l'administration, service public, collaboration administrative internationale, globalisation.
Klaus König est également coéditeur de la revue Verwaltungsarchiv.